# Život bez bouráku
Život bez bouráku je publikace české autorky Evy Sovové vydaná roku 2005 nakladatelstvím Olympia. Dílo obsahuje rozhovory s tehdy v České republice veřejně známými osobnostmi, se kterými autorka vedla rozhovory nad jejich životními peripetiemi či zálibami. Svými osudy do knihy přispěli například Milan Šimáček, Tereza Brodská, Pavel Zedníček, Dagmar Havlová či Zuzana Baudyšová. Mezi další osobnosti v knize popisované se řadí Milan Hein, Ondřej Kepka, Lubomír Lipský, Helena Růžičková, Lída Nopová nebo Jan Měšťák.